# Stefan Johansen
Stefan Marius Johansen (Vardø, 8 de janeiro de 1991) é um futebolista profissional norueguês que atua como meia. Atualmente joga no Queens Park Rangers.
Em 2021, ele anunciou que havia se aposentado da Seleção da Noruega.

## Carreira

### Bodø/Glimt
Stefan Johansen	se profissionalizou no Bodø/Glimt

### Fulham
Stefan Johansen se transferiu ao Fulham, em 2016.

## Títulos
Strømsgodset
- Eliteserien:2013

Celtic
- Scottish Premiership: 2013–14, 2014–15, 2015–16
- Copa da Liga Escocesa: 2014–15

Fulham
- EFL Championship play-offs: 2017–18[4]